# 翁邦雄
翁 邦雄（おきな くにお、1951年 - ）は、日本の中央銀行家・経済学者。法政大学大学院政策創造研究科客員教授。
日本銀行企画局参事、日本銀行金融研究所所長を歴任。
父は厚生事務次官や大平内閣、鈴木善幸内閣の内閣官房副長官を務めた翁久次郎。妻はエコノミストで株式会社日本総合研究所理事長、政府税制調査会会長の翁百合。

## 人物
東京都出身。東京大学経済学部を卒業後、日本銀行へ入行。日銀内部における金融研究の第一人者として長らく活躍し、日銀エコノミストとして学界では有名な存在であった。特に、「日銀理論」と称されるものについて、その精緻化を進めたことは特筆すべき事項である。1990年代以降の経済学者達との政策論争においては、必ず矢面に立って、日本銀行を理論面で防御。さらには実務家としての強みを活かして、現実論からの反転攻勢を仕掛けた。中でも、岩田規久男との間に繰り広げられた「マネーサプライ論争（翁-岩田論争/岩田-翁論争）」は熾烈を極め、植田和男の仲裁が入るまで、互いに知恵の限りを尽くした。

## 経歴
- 1974年 東京大学経済学部を卒業、日本銀行入行
- 1980年 シカゴ大学留学
- 1983年 シカゴ大学よりPh.Dの学位を取得
- 1984年 日本銀行金融研究所副調査役
- 1985年 筑波大学社会工学系助教授
- 1986年 一橋大学経済研究所非常勤講師
- 1988年 日本銀行総務局調査役
- 1989年 日本銀行金融研究所調査役
- 1992年 日本銀行調査統計局企画調査課長
- 1994年 日本銀行金融研究所研究第1課長
- 1997年 日本銀行企画局参事（金融研究所・営業局兼務）
- 1998年 日本銀行金融研究所所長
- 2005年 東京大学大学院経済学研究科日本経済国際研究センター顧問
- 2006年 東京大学経済学会評議員
- 2006年 中央大学研究開発機構教授
- 2007年 一橋大学国際・公共政策大学院特任教授、中央大学ビジネススクール準備室特任教授
- 2008年 中央大学大学院戦略経営研究科特任教授
- 2009年 京都大学公共政策大学院教授
- 2017年 法政大学大学院政策創造研究科客員教授[2]

## 著書

### 単著
- 『期待と投機の経済分析―「バブル」現象と為替レート』（東洋経済新報社 1985年）
- 『金融政策―中央銀行の視点と選択』（東洋経済新報社 1993年）
- 『金利の知識』（日本経済新聞社 1996年）
- 『ポスト・マネタリズムの金融政策』（日本経済新聞出版社 2011年）
- 『金融政策のフロンティア－－国際的潮流と非伝統的政策』（日本評論社 2013年）
- 『日本銀行』（筑摩書房＜ちくま新書＞ 2013年）
- 『経済の大転換と日本銀行』（岩波書店 2015年）
- 『金利と経済』（ダイヤモンド社 2017年）
- 『移民とAIは日本を変えるか』（慶應義塾大学出版会 2019年）ISBN 978-4766426113

### 共著
- 『金融・入門』（JICC出版局 1991年）
- 『ゼミナール　国際金融』（東洋経済新報社 1993年）
- 『金融政策の論点』（東洋経済新報社 2000年）
- 『ゼロ金利と日本経済』（日本経済新聞社 2000年）
- 『金融業と人口オーナス経済』（中央評論社 2011年）ISBN 978-4535556270
- 『徹底分析 アベノミクス』（中央経済社 2014年）ISBN 978-4502097508
- 『激論 マイナス金利政策』第2章（日本経済新聞社 2016年）ISBN 978-4532357177
- 『黒田日銀 超緩和の経済分析』第3章（日本経済新聞社 2018年）ISBN 978-4532357948

### 共編著
- 『ポスト・バブルの金融政策』（ダイヤモンド社 2001年）
- 『バブルと金融政策―日本の経験と教訓』（日本経済新聞社 2001年）